# Limnodriloides validus
Limnodriloides validus är en ringmaskart som beskrevs av Erséus 1982. Limnodriloides validus ingår i släktet Limnodriloides och familjen glattmaskar. Inga underarter finns listade i Catalogue of Life.